# Quốc lộ 14C
Quốc lộ 14C có chiều dài 566 km (chưa tính đoạn qua tỉnh Tây Ninh và Long An) là tuyến giao thông cấp quốc gia nối các tỉnh Tây Nguyên dọc biên giới Việt Nam–Campuchia.
Quốc lộ 14C có lý trình như sau:
- Điểm đầu tại ngã tư Plei Cần (giao với QL40), huyện Ngọc Hồi, tỉnh Kon Tum.
- Đi qua ngã ba giao cắt với Km235 và Km235+500 Quốc lộ 19 (đi chung với QL19 500m) ở xã Ia Nan, huyện Đức Cơ, tỉnh Gia Lai.
- Quốc Lộ 14C trùng với Quốc Lộ 14 ở Đăk Mil, tỉnh Đăk Nông, trùng với Quốc Lộ 13 ở Lộc Ninh, tỉnh Bình Phước.
- Chạy qua các huyện: Ngọc Hồi - Sa Thầy - Ia Grai - Đức Cơ - Chư Prông - Ea Súp - Buôn Đôn - Cư Jút - Đăk Mil - Đăk Song - Tuy Đức - Bù Gia Mập - Bù Đốp - Lộc Ninh - Bình Long - Hớn Quản.
- Giai đoạn tiếp theo sẽ đầu tư nâng cấp, xậy dựng mới đoạn tuyến đi qua các huyện: Tân Châu - Tân Biên - Châu Thành - Bến Cầu - Trảng Bàng - Đức Huệ, cuối cùng giao với quốc lộ N1 ở huyện Đức Huệ, tỉnh Long An.

Đây là tuyến đường quan trọng chạy dọc biên giới kết hợp với các đường ngang khác tạo thành hệ thống đường khu vực biên giới, một mặt đảm bảo giữ vững an ninh tổ quốc mặt khác nhằm tạo điều kiện phát triển kinh tế khu vực đường biên.